# Julián Contrera
Julián Contrera (Rufino, 10 de mayo de 2003) es un futbolista argentino, atacante del equipo de Sarmiento (Junín) en préstamo desde Newell's Old Boys.

## Trayectoria
Julián Contrera se formó en las divisiones inferiores de Newell's Old Boys, quienes lo compraron de Club Sportivo Ben Hur.
Hizo su debut con el primer equipo el 8 de julio de 2023 en el partido de Primera División que ganó 1-0 contra Central Córdoba (SdE).
En agosto de 2024 es cedido a Cerro Largo Fútbol Club de la Primera División de Uruguay en busca de minutos en campo de juego. Estuvo hasta fines de junio de 2025, disputando 34 encuentros, 1 gol y 4 asistencias.
El julio de 2025 firma a préstamo hasta fines de 2026 con Sarmiento de Junín de la Primera División de Argentina.